# کاتاژینا دامبروفسکا
کاتاژینا دامبروفسکا (لهستانی: Katarzyna Dąbrowska؛ [kataˈʐɨna dɔmˈbrɔfska]؛ زادهٔ ۱۴ مارس ۱۹۸۴) بازیگر و خواننده اهل لهستان است.
از فیلم‌ها یا برنامه‌های تلویزیونی که وی در آن نقش داشته‌است، می‌توان به رفتارشناس، در خوشی و سختی، بلفر، معصومان و ع چون عشق اشاره کرد.